# Coll dels Clots
El Coll dels Clots és una collada de muntanya situada a 2.429,8 m alt en el límit dels termes comunals d'Eina i de Llo, tots dos de la comarca de l'Alta Cerdanya, a la Catalunya del Nord. És en el terç meridional del límit nord-est de la comuna, al termenal amb Eina. És a la Serra dels Clots, al nord-oest del Camp de Perones.